# Through Your Eyes on Christmas Eve (álbum de Abney Park)
Through Your Eyes on Christmas Eve es el decimotercer álbum de estudio de Abney Park.

## Lista de canciones
| N.º | Título                               | Duración |  |
| 1.  | «Through Your Eyes On Christmas Eve» | 3:22     |  |
| 2.  | «O Holy Night»                       | 5:05     |  |
| 3.  | «We Three Kings»                     | 3:09     |  |
| 4.  | «Jingle Bells»                       | 2:07     |  |
| 5.  | «Santa Claus is Coming To Town»      | 2:27     |  |
| 6.  | «Winter Wonderland»                  | 3:27     |  |
| 7.  | «Baby, It’s Cold Outside»            | 2:41     |  |
| 8.  | «The Little Drummer Boy»             | 5:47     |  |
| 9.  | «‘Zat you, Santa Claus?»             | 3:06     |  |
| 10. | «Twelve Days Of Christmas»           | 3:50     |  |
| 11. | «Dance of The Sugarplum Fairy»       | 2:09     |  |

## Créditos
- Robert Brown - voz, derbake, acordeón diatónico, armónica, buzuki
- Kristina Erickson - teclado, piano
- Josh Goering - guitarra
- Titus Munteanu – violín
- Daniel Cederman - bajo, guitarra acústica
- Jody Ellen - voces secundarias